# 国民解職
国民解職（こくみんかいしょく、英語: recall）は、議員などの公職者について任期満了前に解職を求める手続。リコールともいう。
通常は一定数の有権者からの請求を要件に投票が実施される。解職の対象は議員や首長等の選挙によって選ばれた公職者や一定の地位にある任命職公務員、また議会等の組織全体を対象とする場合もある。

## 日本
日本では最高裁判所裁判官国民審査の制度がある（日本国憲法第79条）。
また地方では、地方自治法により議会の解散請求（76～79条）、議会の議員・都道府県知事・市町村長や一定の役員（副知事若しくは副市町村長、指定都市の総合区長、選挙管理委員若しくは監査委員又は公安委員会の委員）（80～88条）の解職請求の制度が認められている

## アメリカ合衆国
アメリカ合衆国には、すべての州に解職請求制度があるわけではない。州レベルで解職請求制度があるのは18州である（2009年）。また、自治体政府レベルで解職請求制度を導入しているのは人口2,500人以上の自治体のうち68.5%（1996年）で約3割の自治体には解職請求制度がない。

## 注
1. 1 2  野中俊彦・中村睦男・高橋和之・高見勝利『憲法II 第4版』有斐閣、2006年、13頁。
2. 1 2 3 4 5  “「国民投票制度」に関する基礎的資料”.   衆議院憲法調査会事務局. 2020年6月7日閲覧。
3. ↑  野中俊彦・中村睦男・高橋和之・高見勝利『憲法II 第4版』有斐閣、2006年、374頁。
4. 1 2 3  “住民自治制度に関する論点整理（素案）”.   日本都市センター. 2020年6月7日閲覧。